# Tlalocohyla celeste
Tlalocohyla celeste — вид жаб з родини райкових (Hylidae). Описаний у 2022 році.

## Етимологія
Видовий епітет celeste (світло-блакитний, або небесно-блакитний в іспанській мові) стосується яскравого блакитного забарвлення пахвових оболонок і пахової ділянки цієї жаби, а також роздутого голосового мішка у дорослих самців. Також назва вказує на річку Селесте, відому завдяки характерному бірюзово-блакитному відтінку її води, чий водозбір живить водно-болотні угіддя, які забезпечують важливе середовище існування для одноіменної жаби.

## Поширення
Ендемік Коста-Рики. Відомий лише у типовому місцезнаходження — природний заповідник Долина тапіра на карибському схилі вулкану Теноріо в окрузі Біягуа-де-Упала в провінції Алахуела. Населяє систему лінзових водно-болотних угідь із новою трав'янистою рослинністю, де переважає бентична зона, оточена тропічним лісом.

## Класифікація
Морфологічні, морфометричні, личинкові та акустичні характеристики додатково його від інших видів роду та підтримують його унікальність. Вид тісно пов'язаний з Tlalocohyla picta і Tlalocohyla smithii, і його відокремлює принаймні 500 кілометрів від найближчого відомого місця популяції T. picta на півдні Гондурасу.

## Опис
Вид легко відрізнити від усіх інших Tlalocohyla яскраво-зеленим забарвленням, позначеним яскраво вираженою, неповною світлою дорзолатеральною смугою, яка зверху облямована дифузною червонувато-коричневою смугою. Його спина позначена яскравими червонувато-коричневими плямами, а черевна шкіра повністю прозора.